# Pauluskirche (Macau)

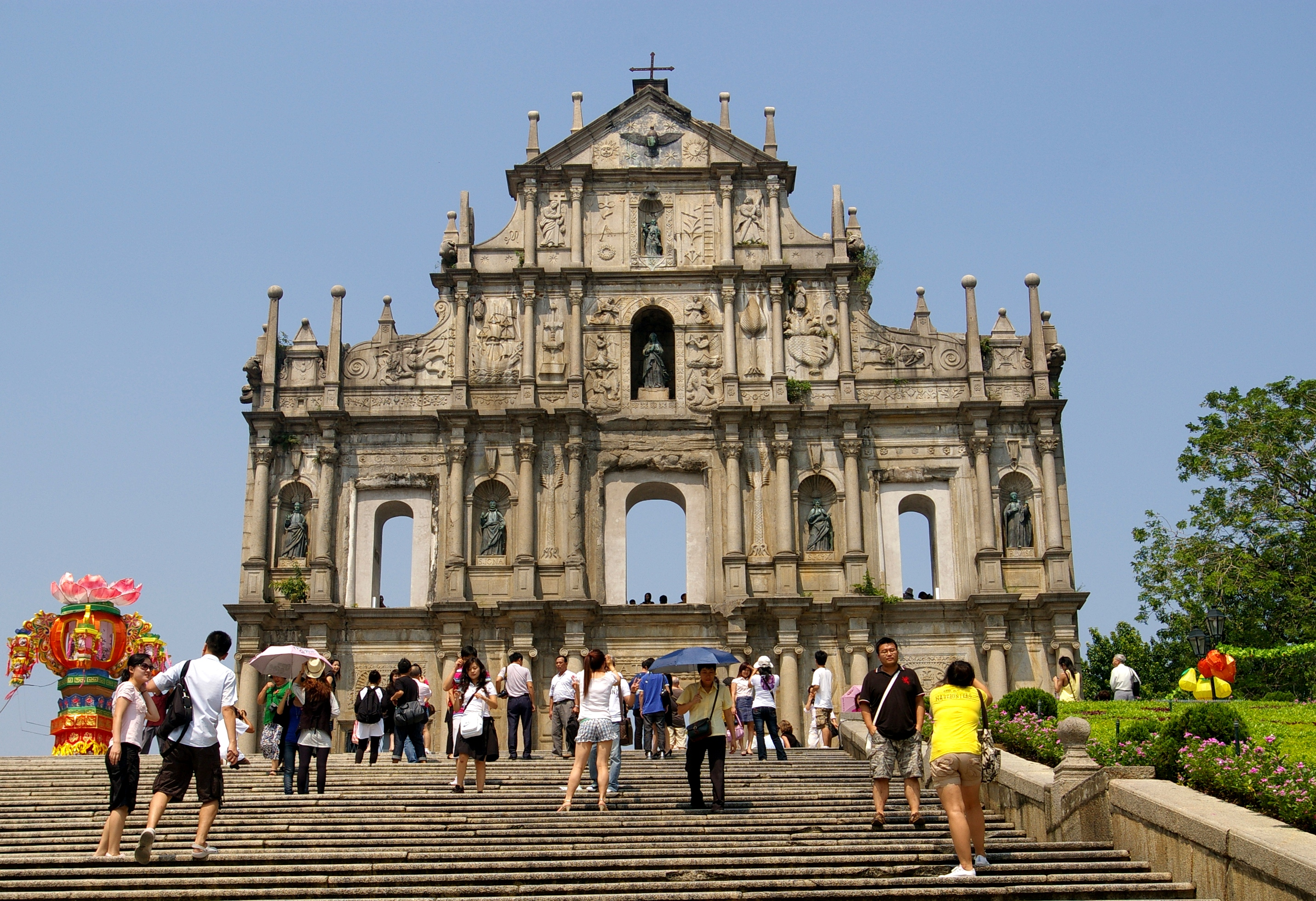
Fassade der Pauluskirche

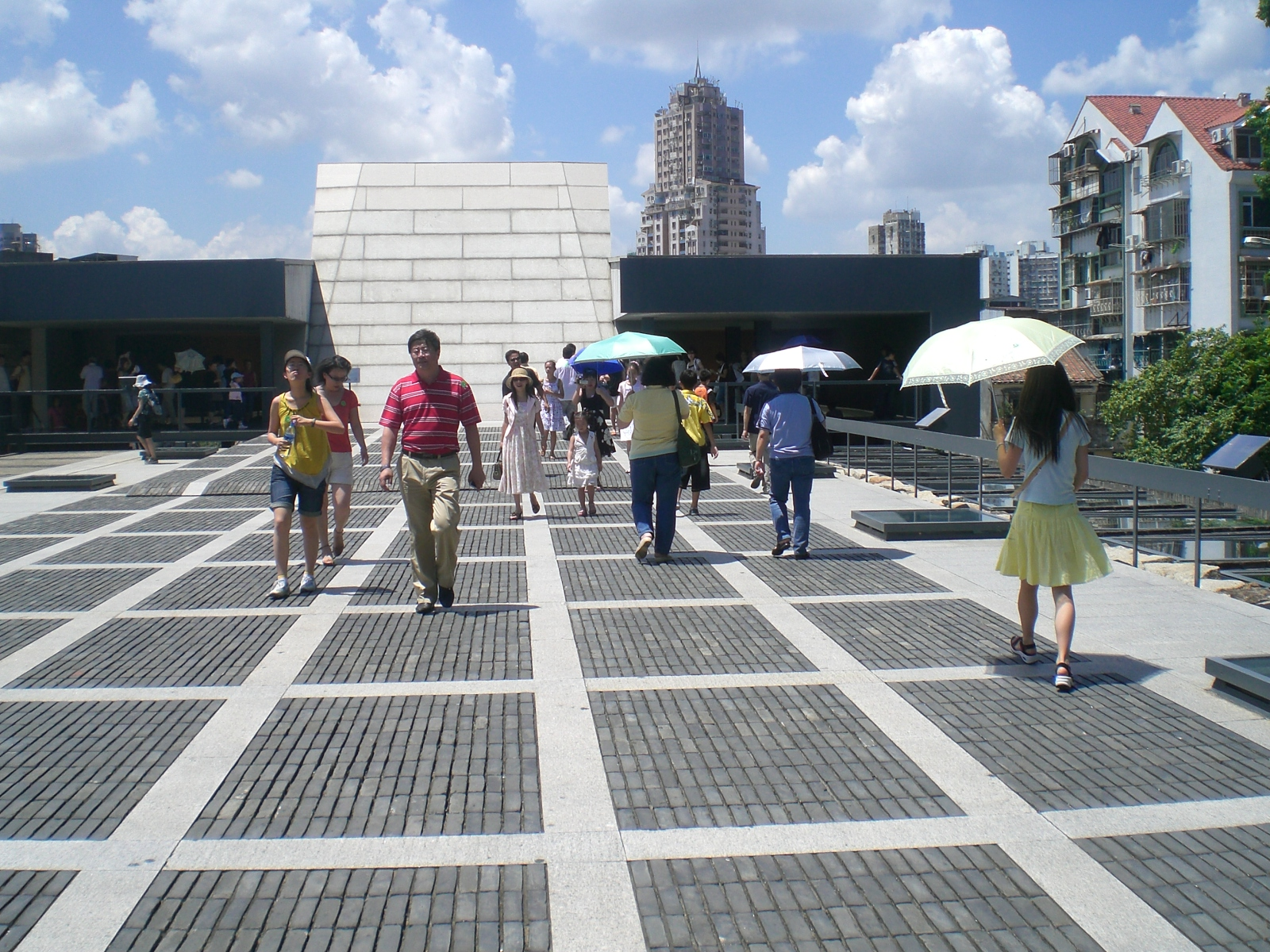
Eingang zum Museum

Die Ruinen der Pauluskirche sind Macaus Wahrzeichen und wurden 2005 als Teil des historischen Zentrums Macaus in das UNESCO-Welterbe mit aufgenommen. 

## Ursprünge
Die Jesuiten kamen 1565 nach Macau und begannen alsbald von hier aus das Christentum zu verbreiten. Sie gründeten 1594 die erste westliche Universität des Fernen Ostens, um mit Studiengängen wie Theologie, Chinesisch, Portugiesisch, Latein, Mathematik und Astronomie tausende Missionare für Missionsreisen nach China und Japan auszubilden. Hier lernten unter anderem die Missionare Matteo Ricci (1552–1610) und Adam Schall von Bell (1592–1666) die chinesische Sprache, bevor sie an den Kaiserhof nach Peking gingen. Von 1602 bis 1640 wurde die Pauluskirche von chinesischen und japanischen Handwerkern auf dem Universitätsanwesen erbaut.

## Brand

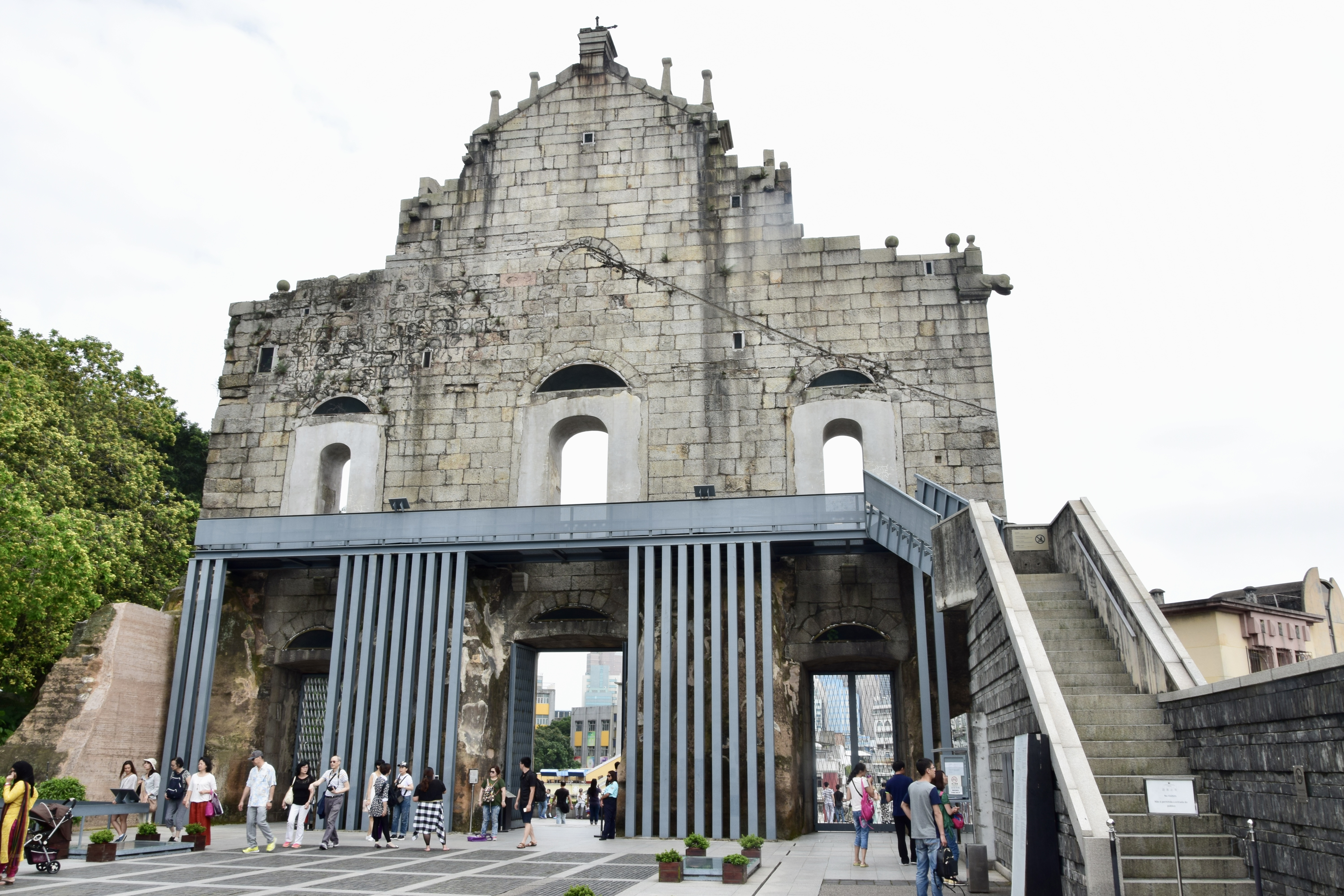
Die Rückseite der Fassade 2016

Nachdem sich 1762 die Jesuiten zurückgezogen hatten, wurde das Anwesen verlassen und an den Leal Senado (Loyalen Senat) übergeben. Ein paar Jahrzehnte später zog ein Militärbataillon ein. In dessen Barackenküche brach 1835 ein Feuer aus und überzog den ganzen Komplex. Bis auf die vordere Wand mit der Fassade brannte alles nieder.
Die Ruinen wurden schließlich von 1990 bis 1995 restauriert. Im hinteren Bereich befindet sich heute eine Gruft mit Reliquien japanischer und chinesischer Märtyrer und ein Museum mit Bildern und Skulpturen aus anderen Kirchen und Klöstern.

## Fassade

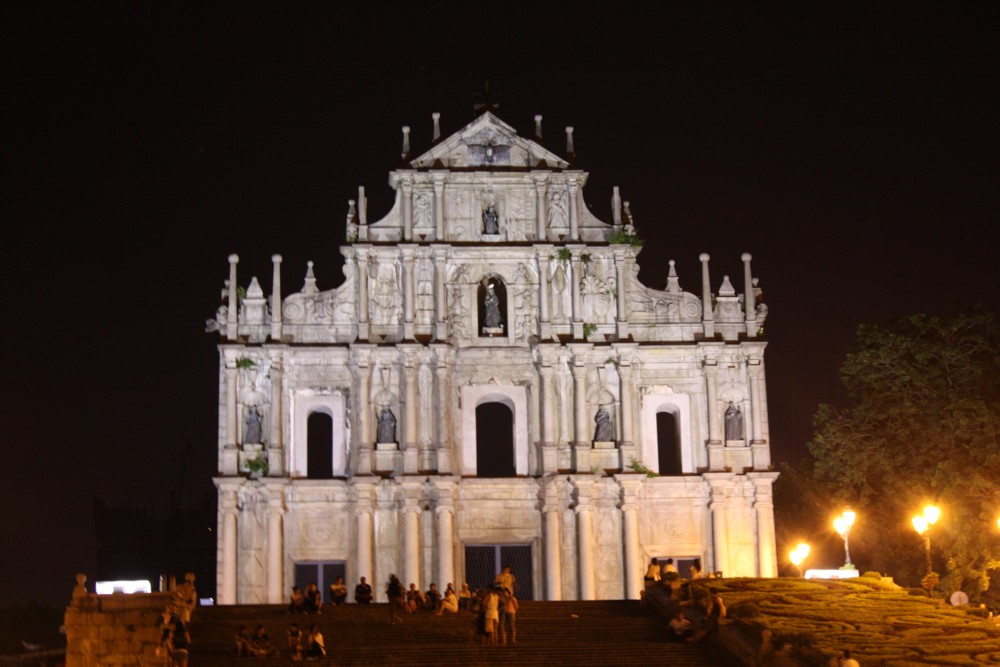
Die Fassade bei Nacht

Die Fassade wurde zwischen 1620 und 1627 von dem italienischen Stuckateur Carlo Spinola fertiggestellt. Sie ist in fünf Ebenen gegliedert. Die Fassade ist mit Elementen und Figuren des westlichen Katholizismus und teilweise auch mit orientalischen Ornamenten beschmückt. In der untersten Reihe ist jeweils außen das Motto der Gesellschaft Jesu (IHS) niedergeschrieben und in der Mitte der Name der Patronin der Universität (Mater Dei). Eine Reihe darüber werden die vier jesuitischen Heiligen (Francisco de Borja, Ignatius von Loyola, Francisco de Xavier und Aloisius von Gonzaga) dargestellt. In den symbolträchtig höheren Reihen werden die Jungfrau Maria und die Dreieinigkeit (Gottvater, Jesus Christus, Heiliger Geist) dargestellt.